# هيئة الخدمات المالية (إندونيسيا)
هيئة الخدمات المالية الإندونيسيا (بالإندونيسية: Otoritas Jasa Keuanga) هي وكالة حكومية إندونيسية تنظم وتشرف على قطاع الخدمات المالية. يقع مكتبها الرئيسي في جاكرتا.
تعد هيئة الخدمات المالية وكالة مستقلة مصممة لتكون خالية من أي تدخل، ولها وظائف وواجبات وسلطات لتنظيم والإشراف والتفتيش والتحقيق. تأسست الوكالة في عام 2011 لتحل محل وكالة بابيبام-إل كيه في تنظيم والإشراف على سوق رأس المال والمؤسسات المالية، وكذلك بنك إندونيسيا في تنظيم البنوك والإشراف عليها، وحماية مستهلكي صناعة الخدمات المالية.

## التاريخ
تأسست هيئة الخدمات المالية في عام 2011 بموجب القانون رقم 21 لعام 2011 الذي نظم نظام التنظيم والإشراف على الخدمات المالية. وقد حلت محل وظائف هيئة الإشراف على سوق رأس المال والمؤسسات المالية أو بابيبام-إل كيه.

## المهام
تم تشكيل هيئة الخدمات المالية بحيث تكون كافة الأنشطة في قطاع الخدمات المالية:
- يعملون في أخلاقيات منظمة وعادلة وشفافة وخاضعة للمساءلة.
- قادرون على إنشاء نظام مالي ينمو بشكل مستمر وبطريقة مستقرة.
- قادرون على حماية مصالح المستهلكين والمجتمع.
- الوكالة تحقق في الجرائم المالية.[2]